# Копачешти (Вранча)
Копачешти (рум. Copăcești) насеље је у Румунији у округу Вранча у општини Руђинешти. Oпштина се налази на надморској висини од 214 m.

## Становништво
Према подацима из 2002. године у насељу је живело 820 становника, од којих су сви румунске националности.